# Ridnitšohkka

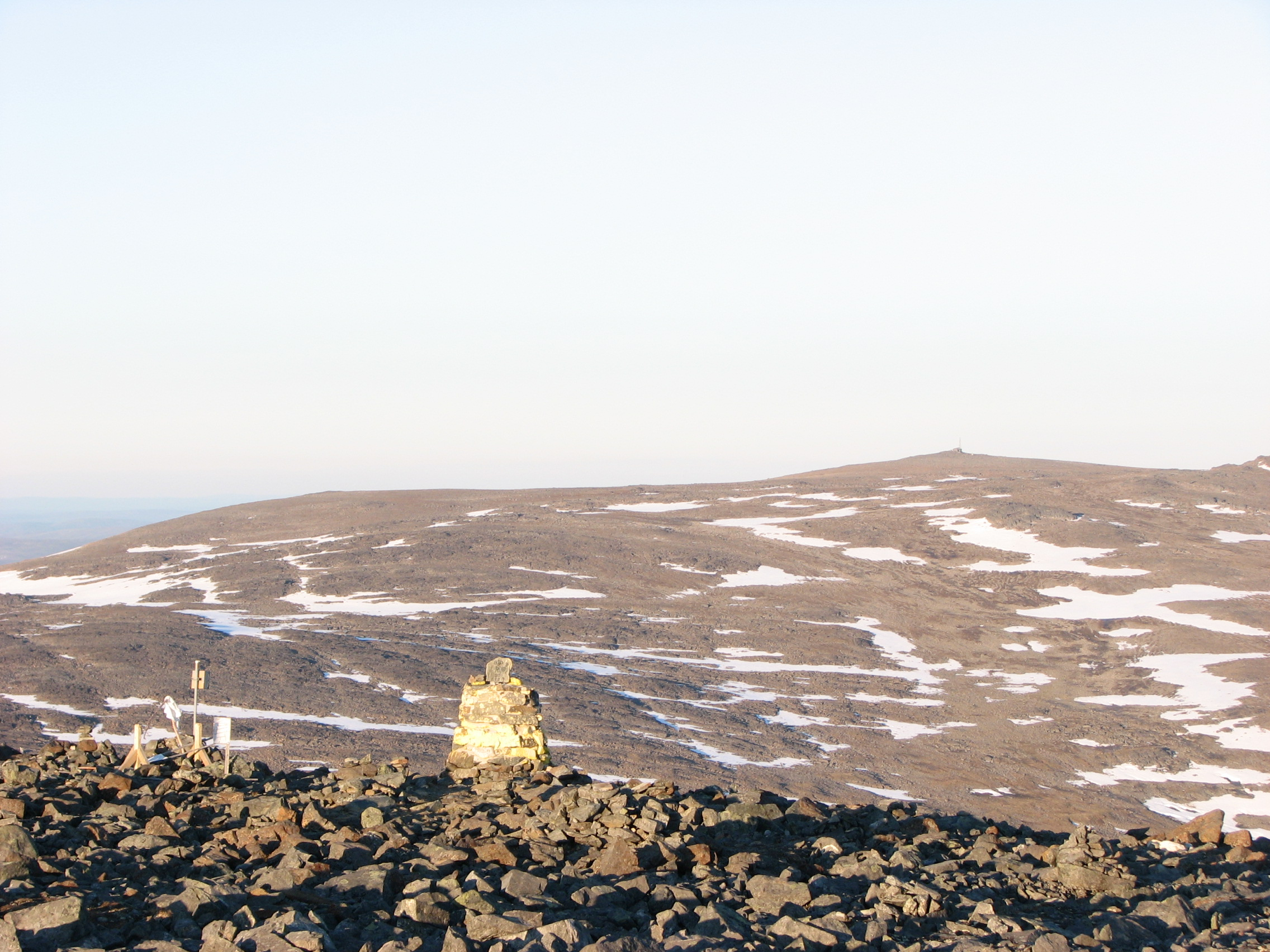
Ridnitšohkka i bakgrunden och märke 303B i förgrunden. Märket är den högsta punkten i Finland och är beläget på Haldefjäll, vars topp är i Norge. Bilden är tagen i juli 2008 från den norska sidan av Haldefjäll.

Ridnitšohkka är med en höjd av 1 316 m ö.h. Finlands näst högsta berg och det högsta berget i Finland med topp inom landet. 
Toppen av Ridnitšohkka ligger på finländskt territorium, till skillnad från Finlands högsta punkt på Hálditšohkka i fjällmassivet Haldefjäll, vars topp Ráisduottarháldi ligger i Norge. Ridnitšohkka ligger liksom Hálditšohkka i Finska armen i Enontekis kommun, landskapet Lappland.
Ridnitšohkka har Finlands mest omfattande permanenta snöfält fast det enligt en studie från 2005 krympt avsevärt under de senaste åren.